# کولباکی
شهر کولباکی (به روسی: Кулебаки) در کشور روسیه و در اوبلاست نیژنی نووگورود واقع شده‌است.